# 伊藤氏親
伊藤 氏親（いとう うじちか、生没年不詳）は、江戸時代前期の仙台藩士。通称、忠次郎。家格は平士。

## 生涯
仙台藩重臣で奉行（国家老）を務めた柴田朝意の次男として誕生する。母は朝意の継室で、長宗我部元親の孫とされる。異母兄は父と同じく奉行（国家老）を務めた柴田宗意。
寛文10年（1670年）10月19日、足軽頭を務めた350石取りの平士・伊藤三右衛門輔氏の婿養子となり、伊藤姓となる。婿養子縁組と同時に、実父・朝意から知行150石の分知を受ける。
寛文11年（1671年）3月27日、実父・朝意が、江戸の大老酒井忠清邸において、寛文事件（伊達騒動）に絡む刃傷沙汰に巻き込まれ死亡する。
寛文12年（1672年）2月、義父の伊藤三右衛門輔氏が亡くなる。家督相続により知行500石となる。同年4月、江戸番に任ぜられる。
以後は次の役職に就任する。延宝9年（1681年）5月19日、足軽頭。元禄4年（1691年）4月21日、作事奉行。元禄6年（1693年）2月29日、江戸番組頭。元禄11年（1698年）10月23日、武頭。

## 人物
父が長宗我部元親の孫にあたる柴田朝意、母が同じく元親の孫にあたる人物とされ、氏親は両親から元親の血を受け継いでいる。

## 系譜
- 曾祖父：長宗我部元親
- 祖母：阿古姫（長宗我部元親の三女）
- 父：柴田朝意（阿古姫の次男、旧名・賀江忠次郎）
  - 異母兄：柴田宗意
  - 異母弟：真山輔義
- 母：朝意継室、長宗我部元親の四女と吉松主膳正澄の娘
  - 同母姉：りん（奥山常信室）
- 義曾祖父：伊藤肥後信氏（元葛西家家臣）
- 義祖父：伊藤三右衛門氏定
- 義父：伊藤三右衛門輔氏（幼名・満蔵）
- 妻：伊藤三右衛門輔氏の娘
  - 嫡男：伊藤三右衛門氏信（幼名・八郎氏久または氏保）

氏親が婿養子入りした伊藤家は、元葛西家家臣。慶長年間、伊藤肥後信氏の代に片倉小十郎景綱の仲介で伊達家に仕え、知行200石を支給された。葛西家配下の伊藤家は、桃生郡鹿又（石巻市河南町）、登米郡楼台（登米市東和町）に居住したが、信氏がどちらの系統の伊藤家かは不明である。

## 伊藤氏親を扱った作品
伊藤真康『縁 或る武家のものがたり』（幻冬舎、2024年）ISBN 978-4-344-69000-4